# فرودگاه ورنویلت
فرودگاه ورنویلت (به انگلیسی: Vernouillet Airport)  یک فرودگاه  باربری  است که یک باند فرود چمن دارد و طول باند آن ۷۲۰ متر است. این فرودگاه در  کشور فرانسه قرار دارد و در ارتفاع ۱۳۵ متری از سطح دریا واقع شده است.